# Mise à l'épreuve (film, 2014)
Pour les articles homonymes, voir Mise à l'épreuve.
Série
Mise à l'épreuve 2
(2016)
Pour plus de détails, voir Fiche technique et Distribution.
Mise à l'épreuve (Ride Along) est un film américain réalisé par Tim Story, sorti en 2014.

## Synopsis
Ben Barber est sur le point de se marier avec Angela, la sœur du policier James Payton. Bien qu'il soit accepté à l'académie de police, James refuse de donner sa bénédiction pour le mariage, bénédiction importante aux yeux d'Angela. Le policier décide néanmoins d'emmener Ben avec lui pendant une journée de patrouille dans Atlanta pour le jauger...

## Fiche technique
Source principale : IMDB (cf. lien externe), sauf mentions contraires
- Titre original : Ride Along
- Titre français : Mise à l'épreuve
- Titre québécois :
- Réalisation : Tim Story
- Scénario : Greg Coolidge, Jason Mantzoukas, Phil Hay (en) et Matt Manfredi (en), d'après une histoire de Greg Coolidge
- Direction artistique : Paul Luther Jackson et Rob Simons
- Décors : Amy McGary
- Costumes : Sekinah Brown
- Photographie : Larry Blanford
- Montage : Craig Alpert (en)
- Musique : Christopher Lennertz
- Production : Matt Alvarez, Larry Brezner, Ice Cube et William Packer
- Production déléguée : Ronald G. Muhammad et Nicolas Stern
- Production associée : Dianne Ashford
- Société(s) de production : Cube Vision, LBI Entertainment, Rainforest Films (en) et Universal Pictures
- Société(s) de distribution :  Universal Pictures (États-Unis)
- Budget : 25 millions de $ (hors promotion)[1]
- Pays d'origine :  États-Unis
- Langue originale : anglais
- Genre : Comédie policière, action et buddy movie[1],[2]
- Format : couleur, 2,35:1, 35 mm, numérique, son : Dolby Digital, Datasat et SDDS
- Durée : 99 minutes
- Dates de sortie :
  - États-Unis et Canada : 17 janvier 2014
  - France : 14 mai 2014[3]
- Public : 
  - États-Unis : PG-13[4]

## Distribution
- Ice Cube (VFB : Claudio Dos Santos) : James Payton
- Kevin Hart (VFB : Karim Barras) : Ben Barber
- John Leguizamo (VFB : Pierre Lognay) : Santiago
- Bruce McGill (VFB : Patrick Descamps) : le lieutenant Brooks
- Tika Sumpter (VFB : Mélanie Dermont) : Angela Payton
- Bryan Callen (VFB : Michelangelo Marchese) : Miggs
- Laurence Fishburne (VFB : Martin Spinhayer) : Omar
- Dragoș Bucur (en) (VFB : Mathieu Moreau) : Marko
- Gary Owen (en) (VFB : Ronald Beurms) : Cody le Cinglé
- Jacob Latimore (VFB : Pierre Le Bec) : Ramon
- Jay Pharoah (VFB : Sébastien Hébrant) : Runflat
- Benjamin Flores Jr. (VFB : Igor Van Dessel) : Morris le gamin

## Tournage

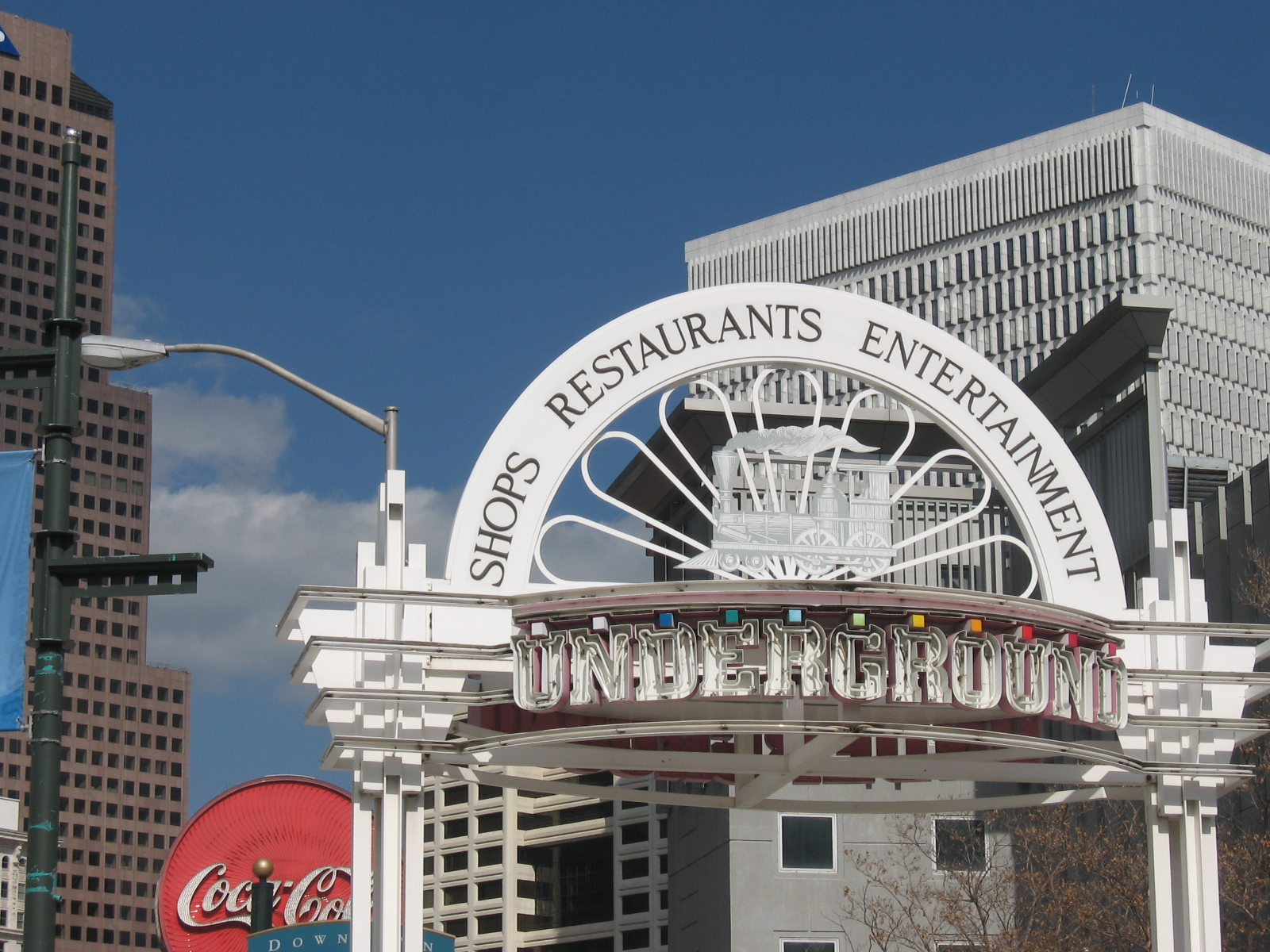
Underground Atlanta, l'un des lieux de tournage du film

Le tournage débuta fin octobre 2012 à Atlanta. Certaines scènes furent tournées dans le centre commercial Underground Atlanta (en).

## Accueil

### Réception critique

#### Aux États-Unis
Mise à l'épreuve fait l'objet d'une réception critique mitigée dans son pays de provenance ; le site Metacritic, à partir de 34 critiques de presse, le crédite d'une note de 41/100. USA Today livre une critique plutôt positive du film : Scott Bowles note un « scénario paresseux » mais encense le jeu de l'acteur Kevin Hart : « Hart est un peu comme Murphy : baratineur, espiègle et irrésistible. » The Washington Post, s'il estime que le film n'a rien de « mémorable », relève également la prestation comique de Kevin Hart. Le quotidien New York Post, dans une critique acérée, estime que « le film dépend totalement de combien Kevin Hart vous semble drôle ». The Times se fait tout aussi sévère, regrettant que le film ne se laisse regarder que dans un état de « léthargie ».

#### En France
En France, Mise à l'épreuve est globalement mal reçu par la presse. Il reçoit du site Internet Allociné une note d'1,8/5 à partir de quatre critiques de presse. Le Monde y voit « une comédie lourdaude et poussive ». Christophe Narbonne, critique du magazine Première, estime que « ce buddy cop movie semble sortir tout droit des années 90 (scènes d’action lourdingues, blagues pourries interminables pour combler le vide) » et met en doute les talents humoristiques de l'acteur Kevin Hart.

### Box-office
Malgré les critiques de presse mitigées, le film, sorti le 17 janvier 2014, aux États-Unis, rapporte 41 237 000 $ pour son premier week-end d'exploitation dans 2 663 salles, ce qui fait le meilleur démarrage aux États-Unis pour un mois de janvier, devant Cloverfield et la deuxième meilleure moyenne par salle pour un démarrage en janvier, après la resortie de Star Wars, édition spéciale en 1997, avec 15 485 $/salle, contre 17 065 $/salle.

## Bande originale
La bande originale du film a été créée par Christopher Lennertz.
1. - Ride Along
2. - Serbian Negotiations
3. - Car Chase
4. - Ben's First Ride Along
5. - Police Academy Acceptance
6. - Stranger Danger
7. - Ben's Goodbyes
8. - Crazy Cody
9. - Ben Overhears the Prank
10. - Strip Club Drama
11. - Interrogating Jay
12. - Drive to Warehouse
13. - Warehouse Pt. 1
14. - Warehouse Pt. 2
15. - Warehouse Pt. 3
16. - Ben To Hospital
17. - Shootout
18. - Omar at Angela's / James Was Wrong
19. - Angela Held Hostage
20. - Apartment Fight
21. - Omar Shot

## Suite
Mise à l'épreuve 2 (Ride Along 2) est sorti en 2016.